# Gerlach I de Nassau-Wiesbaden
Gerlach I de Nassau (1288-7 de enero de 1361), conde de Nassau en Wiesbaden, Idstein, Weilburg y Weilnau.

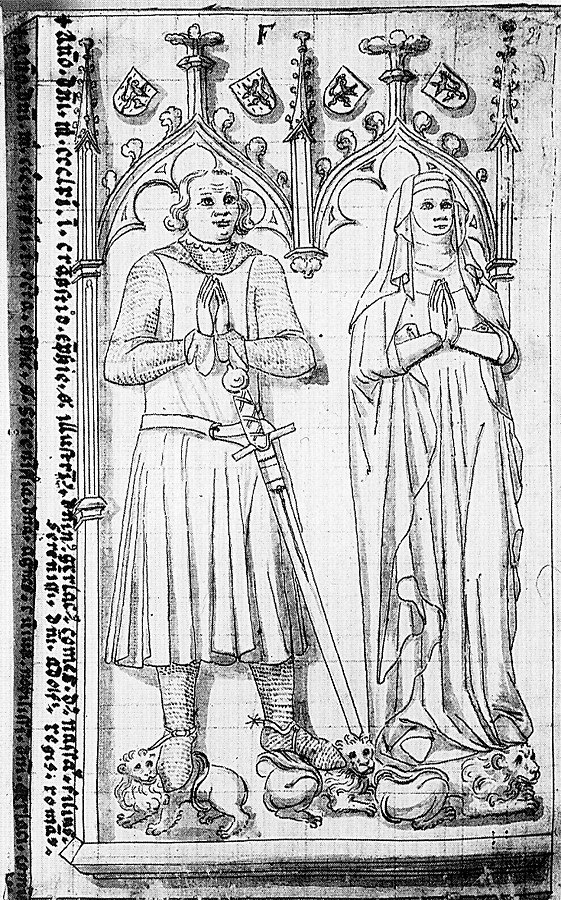
Dibujo del monumento funerario de Gerlach I e Inés de Hesse.

## Vida
Hijo de Adolfo de Nassau, rey de Alemania, e Imagina de Isenburg-Limburg. En 1344 abdicó.

## Matrimonios y descendencia
Se casó dos veces. La primera en 1307 con Inés de Hesse, hija de Enrique de Hesse, nieta de Enrique I de Hesse, y tuvieron los siguientes hijos:
- Adolfo I de Nassau-Wiesbaden-Idstein (1307-Idstein, 17 de enero de 1370)
- Juan I de Nassau-Weilburg (1309-Weilburg, 20 de septiembre de 1371)
- Gerlach (1322-Aschaffenburg, 12 de febrero de 1371), arzobispo-elector de Maguncia.
- Adelheid (muerta el 8 de agosto de 1344), casada en 1329 con Ulrico, 3° conde de Hanau.
- Inés, monja en Klarenthal.
- Isabel (1326-1370) casada el 16 de agosto de 1326 con Luis de Hohenlohe.
- María (muerta en 1366), casada en 1336 con Konrad von Weinsberg.

Se casó en segundas nupcias el 4 de enero de 1337 con Irmgard de Hohenlohe-Weikersheim, hija de Kraft II de Hohenlohe-Weikersheim, y tuvieron los siguientes hijos:
- Kraft de Nassau-Sonnenberg (muerto después de 1361).
- Ruperto de Nassau-Sonnenberg (muerto el 4 de septiembre de 1390).